# Amerikanska Jungfruöarna i olympiska sommarspelen 2004
Amerikanska Jungfruöarna deltog i olympiska sommarspelen 2004. Amerikanska Jungfruöarnas trupp bestod av sex idrottare var av fem var män och en var kvinna. Den äldsta idrottaren i Amerikanska Jungfruöarnas trupp var Chris Rice (44 år, 236 dagar) och den yngsta var Adrian Durant (19 år, 316 dagar).

## Resultat

### Friidrott
- 100 m herrar
  - Adrian Durant - 6 h5r1/4
- 100 m damer
  - LaVerne Jones - 6 h1r2/4
- 200 m damer
  - LaVerne Jones - 6 h1r2/4

### Segling
Öppen
| Seglare       | Gren  | Lopp | Lopp | Lopp | Lopp | Lopp | Lopp | Lopp | Lopp | Lopp | Lopp | Lopp | Summerad poäng | Finalplacering |
| Seglare       | Gren  | 1    | 2    | 3    | 4    | 5    | 6    | 7    | 8    | 9    | 10   | M*   | Summerad poäng | Finalplacering |
| ------------- | ----- | ---- | ---- | ---- | ---- | ---- | ---- | ---- | ---- | ---- | ---- | ---- | -------------- | -------------- |
| Timothy Pitts | Laser | 42   | 40   | 41   | 40   | 36   | 39   | 37   | 34   | 34   | 40   | 40   | 381            | 41             |

M = Medaljlopp; EL = Eliminerad – gick inte vidare till medaljloppet;

### Skytte
- 10m luftpistol, herrar

Chris Rice - 46
- 50m pistol, herrar

Chris Rice - 41T

### Simning
- 50m Fristil herrar
  - Josh Laban - 43T
- 100m Fristil herrar
  - George Gleason - 44
- 100m Ryggsim herrar
  - George Gleason - 37